# Гимназија „Калиновик“
Гимназија „Калиновик” је носилац средњошколског образовања у Калиновику. Налази се у улици Шумадијска бб.

## Историјат
Почеци средњошколског образовања у Калиновику почињу 1966. оснивањем ове установе која је у почетку радила као истурено одјељење фочанске гимназије „др Симо Милошевић”. Године 1978. је формирана као ООУР РО Средњошколског центра у Фочи и тако је радила до 1986. када је постала истурено одјељење Средњошколског центра у Фочи. У том периоду је постојала гимназија, економска – занимање економски техничар, дрвно–прерађивачка – занимање столар и дрвни техничар, пољопривредно–ветеринарска и прехрамбена – занимање пољопривредни техничар, машинство и обрада метала – занимање бравар, трговачка – занимање трговац и шумарска – занимање шумар. По први пут од свог постојања школа је постала самостална одлуком Владе Републике Србије, број 04/1-012-2-1520/09, од 24. августа 2009. Из састава Средњошколског центра се издвојила 1. јануара 2010, а за директора школе је изабран професор Гордан Зубац. Данас школа садржи пет одјељења са седамдесет и шест ученика. Од како је постала самостална извршена је реконструкција зграде и прерасподјела простора тако да су помоћу преграђивања направљени информатички кабинет, библиотека, учионица и двије канцеларије које данас има у свом саставу. Поред класичних учионица садржи и специјализоване кабинете за биологију, физику и информатику, као и сопствене спортске терене, фискултурну салу и библиотеку са 1598 књига. Располаже са 673 метара квадратних затвореног простора и 2396 метара квадратних отвореног простора. Од образовних профила садржи Гимназију и Општи смјер са квотом од шеснаест ученика.